# Courcôme

Courcôme este o comună în departamentul Charente, Franța. În 1 ianuarie 2022 avea o populație de 801 de locuitori.